# 苏珊·佩德森
苏珊·佩德森（英語：Susan Pedersen，1953年10月16日—），美国女子游泳运动员，主攻自由泳。她曾代表美国参加1968年夏季奥林匹克运动会游泳比赛，获得二枚金牌和二枚银牌。